# Belle (Missouri)
Belle è un comune degli Stati Uniti d'America, situato nello Stato del Missouri, diviso tra la contea di Maries e la contea di Osage.